# Zimbabwe aux Jeux olympiques d'été de 2024
Le Zimbabwe participe aux Jeux olympiques de 2024 à Paris. Il s'agit de sa 15e participation à des Jeux olympiques d'été.
L'athlète Makanakaishe Charamba (en) et la nageuse Paige van der Westhuizen sont nommés porte-drapeaux de la délégation zimbabwéenne. Le dirigeant sportif Ringisai Mapondera est nommé chef de mission.

## Nombre d’athlètes qualifiés par sport
Voici la liste des qualifiés et sélectionnés zimbabwéens par sport (remplaçants compris) :
| Sport      | Hommes | Femmes | Total |
| ---------- | ------ | ------ | ----- |
| Athlétisme | 3      | 1      | 4     |
| Aviron     | 1      | 0      | 1     |
| Natation   | 1      | 1      | 2     |
| Total      | 5      | 2      | 7     |

## Résultats

### Athlétisme

#### Hommes
| Athlètes                   | Épreuve  | Premier tour (ou tour préliminaire) | Premier tour (ou tour préliminaire) | Repêchage (ou premier tour) | Repêchage (ou premier tour) | Demi-finales | Demi-finales | Finale         | Finale |
| Athlètes                   | Épreuve  | Temps                               | Rang                                | Temps                       | Rang                        | Temps        | Rang         | Temps          | Rang   |
| -------------------------- | -------- | ----------------------------------- | ----------------------------------- | --------------------------- | --------------------------- | ------------ | ------------ | -------------- | ------ |
| Makanakaishe Charamba (en) | 200 m    | 20 s 27                             | 2e                                  | Non disputé                 | Non disputé                 | 20 s 31      | 3e           | 20 s 53        | 8e     |
| Tapiwanashe Makarawu       | 200 m    | 20 s 07                             | 2e                                  | Non disputé                 | Non disputé                 | 20 s 16      | 3e           | 20 s 10        | 6e     |
| Isaac Mpofu (en)           | Marathon | Non disputé                         | Non disputé                         | Non disputé                 | Non disputé                 | Non disputé  | Non disputé  | 2 h 10 min 9 s | 19e    |

#### Femmes
| Athlètes             | Épreuve  | Premier tour (ou tour préliminaire) | Premier tour (ou tour préliminaire) | Repêchage (ou premier tour) | Repêchage (ou premier tour) | Demi-finales | Demi-finales | Finale | Finale |
| Athlètes             | Épreuve  | Temps                               | Rang                                | Temps                       | Rang                        | Temps        | Rang         | Temps  | Rang   |
| -------------------- | -------- | ----------------------------------- | ----------------------------------- | --------------------------- | --------------------------- | ------------ | ------------ | ------ | ------ |
| Rutendo Nyahora (en) | Marathon | Non disputé                         | Non disputé                         | Non disputé                 | Non disputé                 | Non disputé  | Non disputé  | DNF    | -      |

### Aviron
| Athlètes    | Compétition | Série         | Série | Repêchage     | Repêchage | Quart de finale | Quart de finale | Demi-finale   | Demi-finale | Finale                | Finale |
| Athlètes    | Compétition | Temps         | Rang  | Temps         | Rang      | Temps           | Rang            | Temps         | Rang        | Temps                 | Rang   |
| ----------- | ----------- | ------------- | ----- | ------------- | --------- | --------------- | --------------- | ------------- | ----------- | --------------------- | ------ |
| Stephen Cox | Skiff       | 7 min 11 s 98 | 4e    | 7 min 22 s 45 | 4e        | Non disputé     | Non disputé     | 7 min 36 s 59 | 2e          | Finale E 7 min 9 s 34 | 29e    |

### Natation
| Denilson Cyprianos | 200 m dos | 2 min 1 s 91 | 28e | Éliminé | Éliminé | Éliminé | Éliminé | Éliminé | Éliminé |

| Paige van der Westhuizen | 100 m nage libre | 58 s 19 | 25e | Éliminée | Éliminée | Éliminée | Éliminée | Éliminée | Éliminée |